# 朱邃墁
安化恭和王朱邃墁（1437年—1464年），明朝慶藩安化王府鎮國將軍，追封安化王，安化惠懿王朱秩炵的庶長子。

## 生平
正統十二年（1447年）閏四月，獲賜名邃墁。景泰二年（1451年）四月，封鎮國將軍。十一月，獲歲祿一千石，米、鈔各支一半。
天順八年（1464年），朱邃墁去世，享年二十八歲。弘治四年（1491年），安化王朱秩炵去世。一年後，朱邃墁的嫡長子朱寘鐇襲爵。朝廷後追封朱邃墁為安化王，賜謚恭和。

## 家庭

### 妻
- 楊氏，景泰二年（1451年）四月冊為鎮國將軍夫人[2]。

### 子孫（一）
- 嫡長子：安化長孫→安化王朱寘鐇
- 第二子：輔國將軍→鎮國將軍朱寘錓
  - 孫：奉國將軍朱台潜
    - 曾孫：鎮國中尉朱鼒槅
      - 玄孫：輔國中尉朱倪烚
      - 玄孫：輔國中尉朱倪𬔲

  - 孫：奉國將軍朱台漳
    - 曾孫：鎮國中尉朱鼒椅

  - 孫：奉國將軍朱台源
  - 孫：輔國將軍朱台濂
- 第三子：輔國將軍朱寘鎢
  - 孫：奉國將軍朱台淙
    - 曾孫：鎮國中尉朱鼒榆
      - 玄孫：朱倪𧵦[8]

    - 曾孫：鎮國中尉朱鼒楶
    - 曾孫：鎮國中尉朱鼒欂

  - 孫：奉國將軍朱台洽
  - 孫：奉國將軍朱台潿[9]

### 子孫（二）
- 曾孫：鎮國中尉
  - 玄孫：輔國中尉朱倪焤
    - 五世孫：朱伸坽
      - 六世孫：朱帥

    - 五世孫：朱伸雅
    - 五世孫：念齋
      - 六世孫：朱帥

    - 五世孫：朱伸𩀵
    - 五世孫：朱伸𩀘
- 曾孫：鎮國中尉
  - 玄孫：輔國中尉朱倪覢
    - 五世孫：朱伸𨾿
- 曾孫：鎮國中尉
  - 玄孫：輔國中尉朱倪
    - 五世孫：朱伸𨾙
    - 五世孫：朱伸𨾷
- 曾孫：鎮國中尉
  - 玄孫：輔國中尉朱倪煬
    - 五世孫：朱伸𨿋
    - 五世孫：朱伸𨿬
    - 五世孫：朱伸𩀛
    - 五世孫：朱伸𩀯
- 曾孫：鎮國中尉朱鼒榍
  - 玄孫：朱倪掞
  - 玄孫：朱倪㑞[8]